# 当皮埃尔圣尼古拉
当皮埃尔圣尼古拉（法語：Dampierre-Saint-Nicolas，法語發音：[dɑ̃pjɛʁ sɛ̃ nikɔla]）是法国滨海塞纳省的一个市镇，属于迪耶普区。

## 地理
当皮埃尔圣尼古拉（49°51'34"N, 1°12'0"E）面积3.94 平方千米，位于法国诺曼底大区滨海塞纳省，该省份为法国北部沿海省份，其西部及北部濒大西洋英吉利海峡，东起顺时针与索姆省、瓦兹省、厄尔省和卡爾瓦多斯省接壤。
与当皮埃尔圣尼古拉接壤的市镇（或旧市镇、城区）包括：圣欧班勒科夫、圣日耳曼代塔布勒、圣雅克达列蒙、圣尼古拉达列蒙。

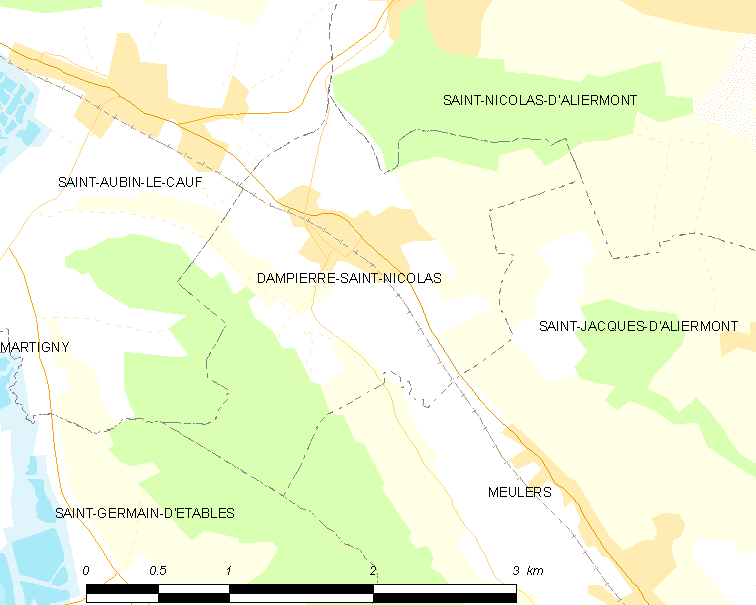
当皮埃尔圣尼古拉的OSM定位图

当皮埃尔圣尼古拉的时区为UTC+01:00、UTC+02:00（夏令时）。

## 行政
当皮埃尔圣尼古拉的邮政编码为76510，INSEE市镇编码为76210。

## 政治
当皮埃尔圣尼古拉所属的省级选区为迪耶普第二县。

## 人口

1962-2008年间当皮埃尔圣尼古拉人口变化图示

当皮埃尔圣尼古拉于2022年1月1日时的人口数量为447人。